# Феликсово (Калузька область)
Феликсово (рос. Феликсово) — присілок в Куйбишевському районі Калузької області Російської Федерації.
Населення становить 6 осіб. Входить до складу муніципального утворення Селище Бетлиця.

## Історія
Від 2004 року входить до складу муніципального утворення Селище Бетлиця.

## Населення
| 2002 | 2010 |
| ---- | ---- |
| 40   | ↘6   |